# Gouvernement Leguina II
 Communauté de Madrid
Leguina I Leguina III
Le gouvernement Leguina II est le gouvernement de la communauté de Madrid entre le 31 juillet 1987 et le 23 juillet 1991, durant la IIe législature de l'Assemblée de Madrid. Il est présidé par Joaquín Leguina.

## Composition
| Fonction                                                                                     | Titulaire | Titulaire               | Parti    |
| -------------------------------------------------------------------------------------------- | --------- | ----------------------- | -------- |
| Président                                                                                    |           | Joaquín Leguina         | FSM-PSOE |
| Conseiller à l'Agriculture et à la Coopération                                               |           | Virgilio Cano           | FSM-PSOE |
| Conseiller à la Culture, porte-parole                                                        |           | Ramón Espinar           | FSM-PSOE |
| Conseiller à l'Économie, à l'Industrie, au Commerce et au Travail                            |           | Eusebio Royo            | FSM-PSOE |
| Conseiller à l'Éducation                                                                     |           | Jaime Lissavetzky       | FSM-PSOE |
| Conseiller aux Finances                                                                      |           | Luis Alejandro Cendrero | FSM-PSOE |
| Conseillère à l'Intégration sociale                                                          |           | Elena Vázquez           | FSM-PSOE |
| Conseiller à la Politique territoriale, aux Travaux publics, aux Transports et à l'Urbanisme |           | Eduardo Mangada         | FSM-PSOE |
| Conseiller à la Présidence                                                                   |           | Agapito Ramos           | FSM-PSOE |
| Conseiller à la Santé                                                                        |           | Pedro Sabando           | FSM-PSOE |